# Parinacota (província)
Parinacota é uma província do Chile localizada na região de Arica e Parinacota. Possui uma área de 8.146,9 km² e uma população de 3.156 habitantes (2002). Sua capital é a cidade de Putre. 
Dentre as províncias do Chile esta é uma das mais desconhecidas. Caracterizada pela presença de povos pré-hispânicos que vivem em distritos localizados na zona rural, tais como: Socoroma, Copaquilla, Visviri, Belén e Distrito de Putre.
Em Parinacota é possível visitar o Parque Nacional Lauca, com uma superfície de 138.000 hectares. Dentro do Parque as principais atrações são os Vulcões Payachatas e o Lago Chungará.

## Comunas
- General Lagos
- Putre

## Galeria de imagens

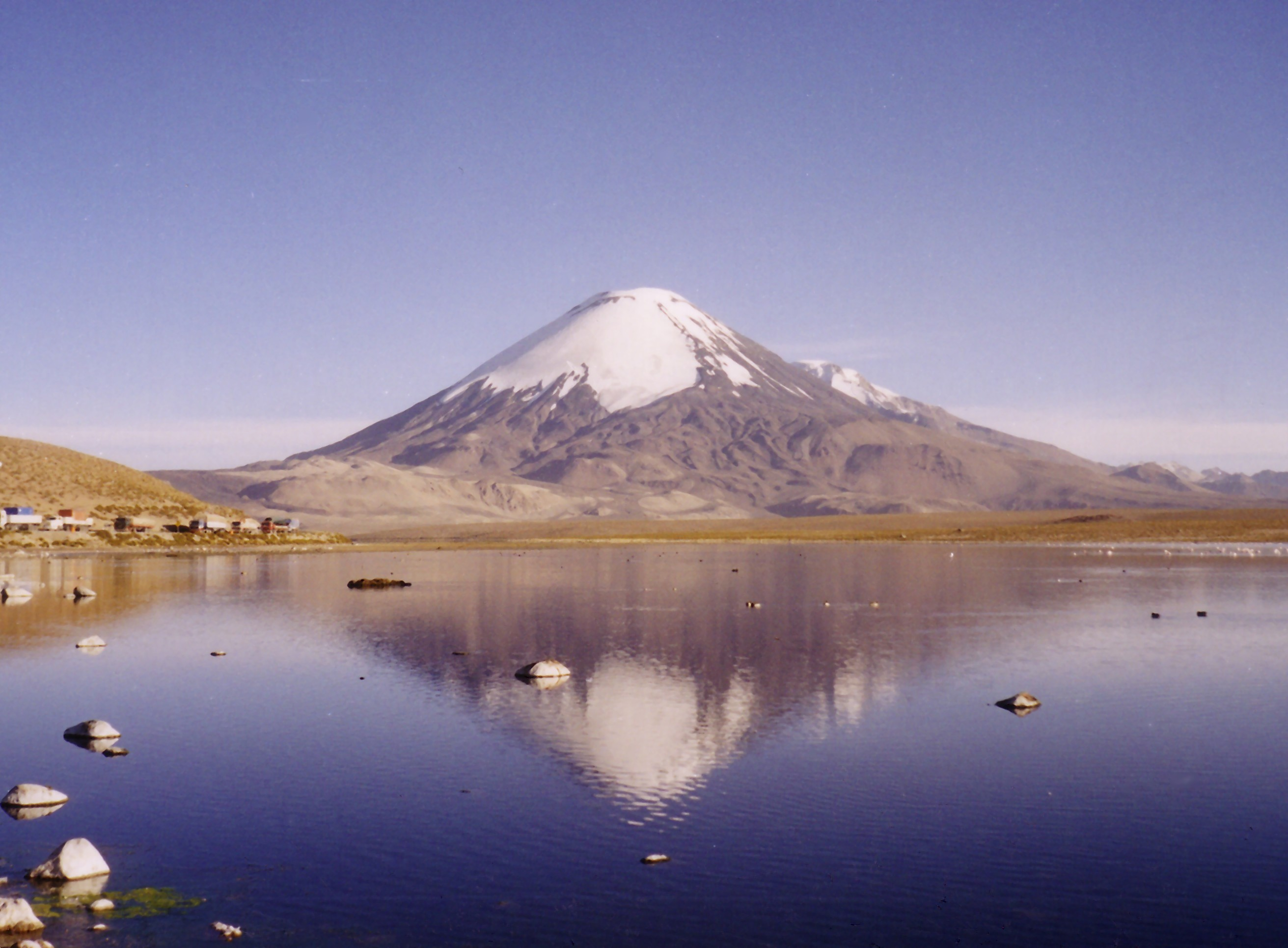
Lago Chungara e Vulcão Parinacota.
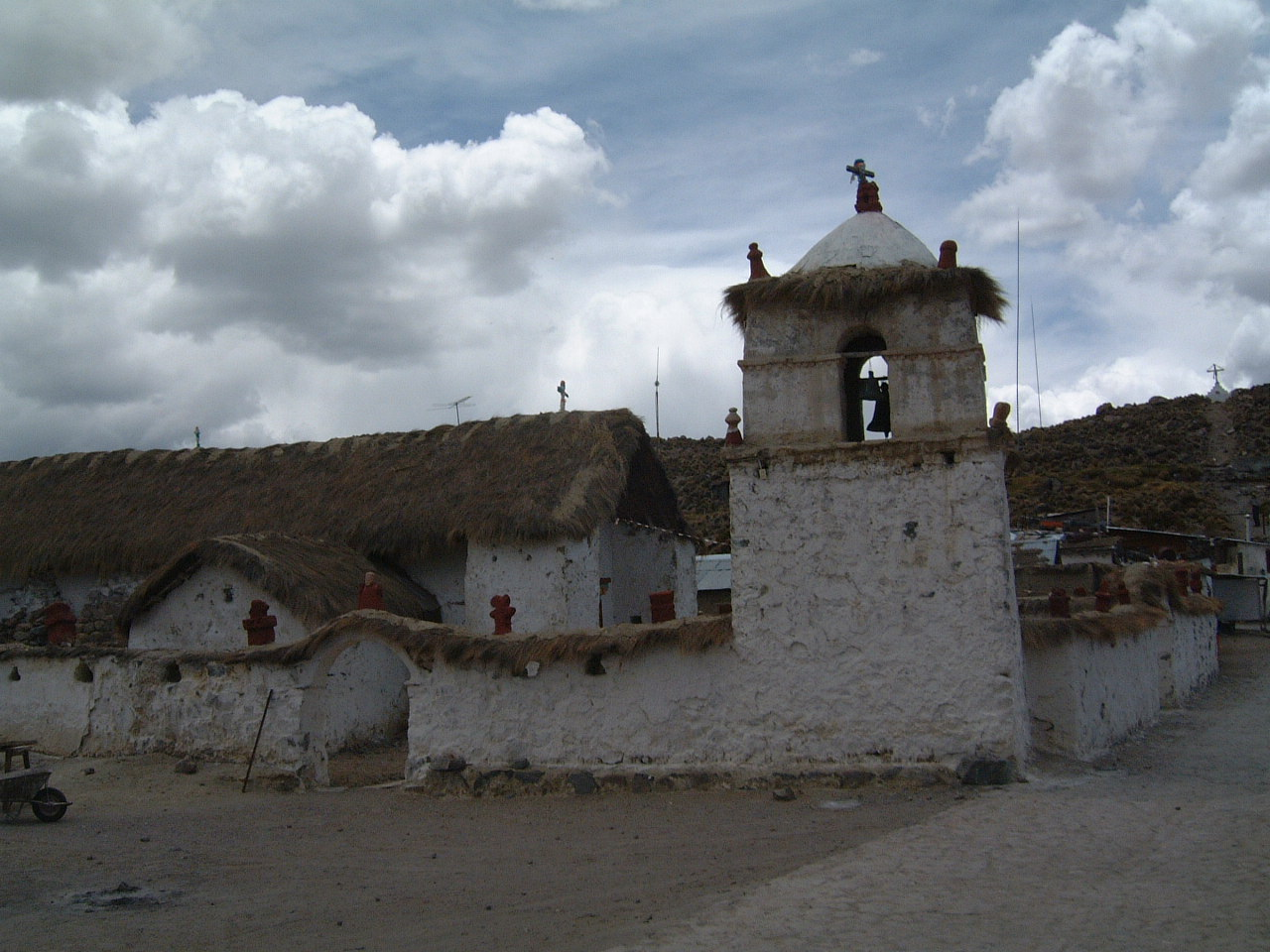
Igreja de Parinacota.
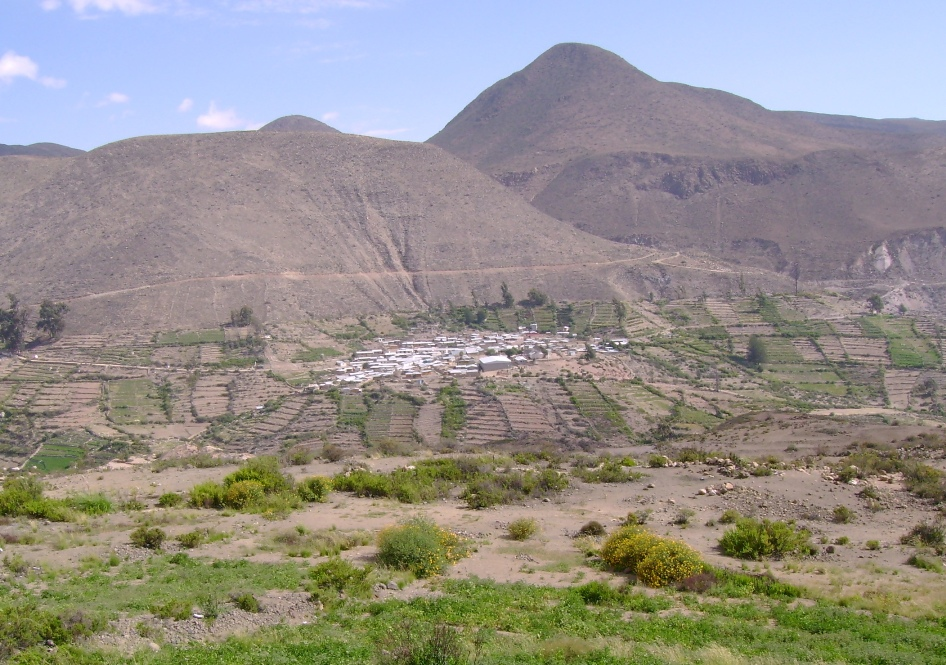
Socoroma.
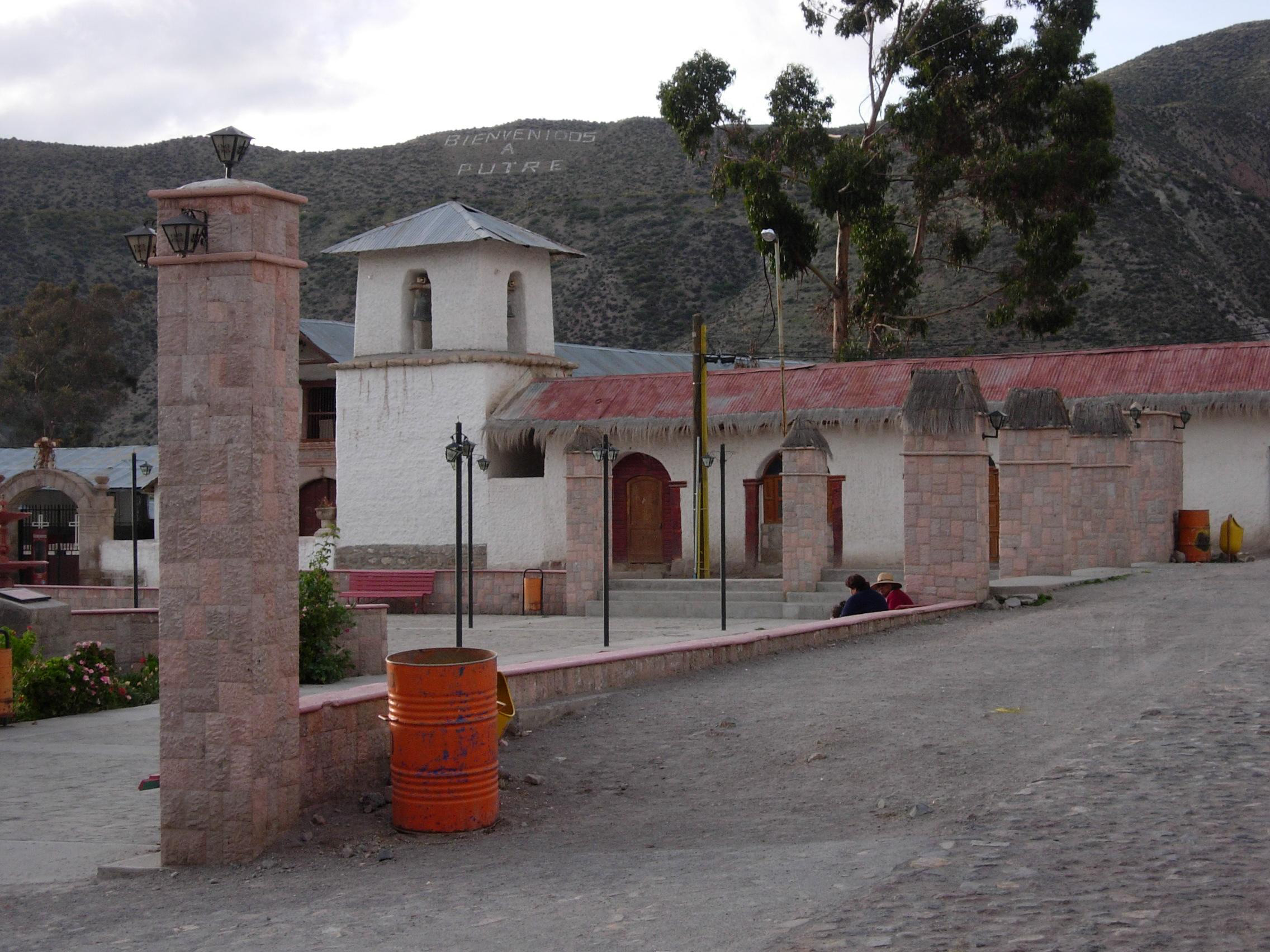
Praça de Putre.